# Chiesa di San Martino (Casargo)
La chiesa di San Martino è la parrocchiale di Casargo, in provincia di Lecco ed arcidiocesi di Milano; fa parte del decanato di Primaluna.
L'edificio è sito in posizione isolata a metà strada tra le località di Indovero e Narro, al di sopra della Strada Provinciale 66 che collega Casargo e Bellano passando da Vendrogno.

## Storia
Si trovano notizie scritte della chiesa già nel Liber Notitiae Sanctorum Mediolani redatto da Goffredo da Bussero nel 1266. Probabilmente fu edificata in epoca più antica come chiesa castrense nei pressi di una torre militare eretta nell'XI secolo, trasformata poi in campanile in epoca romanica.
La prima chiesa era più piccola di quella attuale e ruotata di circa novanta grandi. L'edificio attuale, risalente al XVI secolo, ha la muratura di fondo dell'altare che coincide con l'antica parete meridionale dell'antico edificio, che era dunque orientato sull'asse est-ovest anziché su quello nord-sud.
Per la sua antica origine, la chiesa di San Martino fu la prima della Valsassina ad essere eletta parrocchia autonoma, rendendosi indipendente dalla parrocchia di Margno a partire dal 3 maggio 1472 per volere dell'arcivescovo di Milano Stefano Nardini, quando la chiesa era stata già ingrandita e ruotata di novanta gradi.
Il 29 ottobre 1566 l'arcivescovo Carlo Borromeo giunse presso la chiesa in visita pastorale e descrisse la chiesa come vecchia e in stato pietoso. Qui si celebravano solo le messe dei giorni festivi, mentre per i giorni feriali si utilizzava la chiesa di San Gottardo a Indovero.  San Martino era anche assente il battistero, sostituito da un sedelino in ottone. Qui venivano battezzati solo i bambini di Narro, mentre quelli di Indovero ricevevano il sacramento nella chiesa di San Gottardo. Il cimitero posto nei pressi della chiesa era in stato di abbandono e il campanile aveva una sola campana. Non era presente la casa parrocchiale e il parroco risiedeva in una piccola abitazione a Indovero. Carlo Borromeo ordinò di far realizzare un'abitazione più decorosa per il curato. Oltre a ciò, il cardinale ordinò di migliorare le condizioni della chiesa.
Il 17 agosto 1582 l'arcivescovo tornò in visita a San Martino e trovò una situazione poco diversa rispetto a quella riscontrata sedici anni prima: la chiesa era ancora priva di battistero, povera di arredi e con altari disadorni. Il cimitero era stato recintato, ma la casa parrocchiale si trovava ancora a Indovero. Il 18 agosto 1582 Carlo Borromeo benedisse le nuove campane, avvenimento ricordato da una lapide posta sulla facciata delle chiesa nel 1637, dopo la conclusione di alcuni lavori iniziati nel 1625.
Nel 1811 la chiesa fu allungata e negli anni 1840 fu sistemata la facciata. Successivamente furono realizzati degli affreschi raffiguranti la vita di San Martino ad opera di Giovan Maria Tagliaferri.
All'interno si trovano una tela raffigurante Sant'Antonio da Padova risalente al XVIII secolo e la cappella del Rosario, con altare ligneo del 1667.